# Álvaro Siza Vieira
Álvaro Siza Vieira (nat a Matosinhos el 1933) és un dels arquitectes portuguesos més importants del segle xx, guardonat amb el premi Premi Pritzker el 1992.
Va estudiar a l'Escola de Belas Artes de Porto entre 1949 i 1955. El seu primer disseny construït va ser l'any 1954. Va treballar per l'arquitecte Fernando Tavora entre 1955 i 1958. Més endavant va treballar de professor en diversos centres.
Li fou concedit el Premi d'Arquitectura Contemporània Mies van der Rohe de la EU i la Fundació Mies van der Rohe de Barcelona i la Medalla d'Or de l'Arquitectura atorgada pel Consell Superior del Col·legis d'Arquitectes d'Espanya l'any 1988. El 1998 li fou concedit el premi Praemium Imperiale del Japó, i el 2001 el Premi de la Fundació Wolf de les Arts i la Medalla d'or del RIBA (Royal Institute for British Arquitects) el 2009.

## Obres destacades
- 1958-1963: Boa Nova restaurant a Matosinhos.
- 1958-1965: Quinta de Conceicao (piscines).
- 1966: Piscinas de Marés a Leça da Palmeira.
- 1984: Edifici Bonjour Tristesse, Berlin
- 1981-1985: Casa Avelino Duarte Ouar.
- 1987-1993: Facultat d'arquitectura de Porto.
- 1988: Banco Borges e Irmão, Vila do Conde, premi EUMies 1988
- 1988-1993 Centro Galego de Arte Contemporánea
- 1990 Centre Meteorològic Territorial, Barcelona[3]
- 1993 a 1997: Sala d'exposicions Revigrés, Águeda
- 1995: Biblioteca de la Universitat Aveiro.
- 1997: Museu de Serralves d'Art Contemporani
- 1998: Projecte de reconstrucció del Chiado de Lisboa, malmès per un incendi[4]
- 1998: Pavelló de Portugal per a la Expo '98 al Parque das Nações, Lisboa
- 1998: Centre cultural i auditori para a la Fundação Iberê Camargo, Porto Alegre
- 2003: Celler Adega Mayor, Campo Maior
- 2003-2007 Facultat de Ciències de l'Educació de la Universitat de Lleida.[5]
- 2006: Parc Esportiu Llobregat
- 2007: Gratacels New Orleans, Rotterdam
- 2010: Paraninf de la Universitat del País Basc
- 2012: Amore Pacific Research & Design Center, Gyeonggi-do
- 2012 a 2016: Museu d'Art Contemporani Nadir Afonso, Chaves
- 2014: Teatre Auditori de Llinars del Vallès
- 2014: Shihlien Chemical Industrial Park Office, Jiangsu

## Exposicions
- 2014, Març: Visions de l'Alhambra, en Aedes am Pfefferberg, Berlín. Comissionat: Arq. António Choupina[6]
- 2014, Juny: Visions de l'Alhambra, al Vitra Campus, Weil am Rhein. Comissionat: Arq. António Choupina[7]
- 2015, Febrer: Visions de l'Alhambra, en Palau de Carles V, Granada. Comissionat: Arq. António Choupina[8]
- 2015, Maig: Visions de l'Alhambra, en Museu Nacional d'Art, Arquitectura i Disseny, Oslo. Comissionat: Arq. António Choupina - Visita Oficial del President de Portugal a Noruega[9]

## Galeria d'imatges

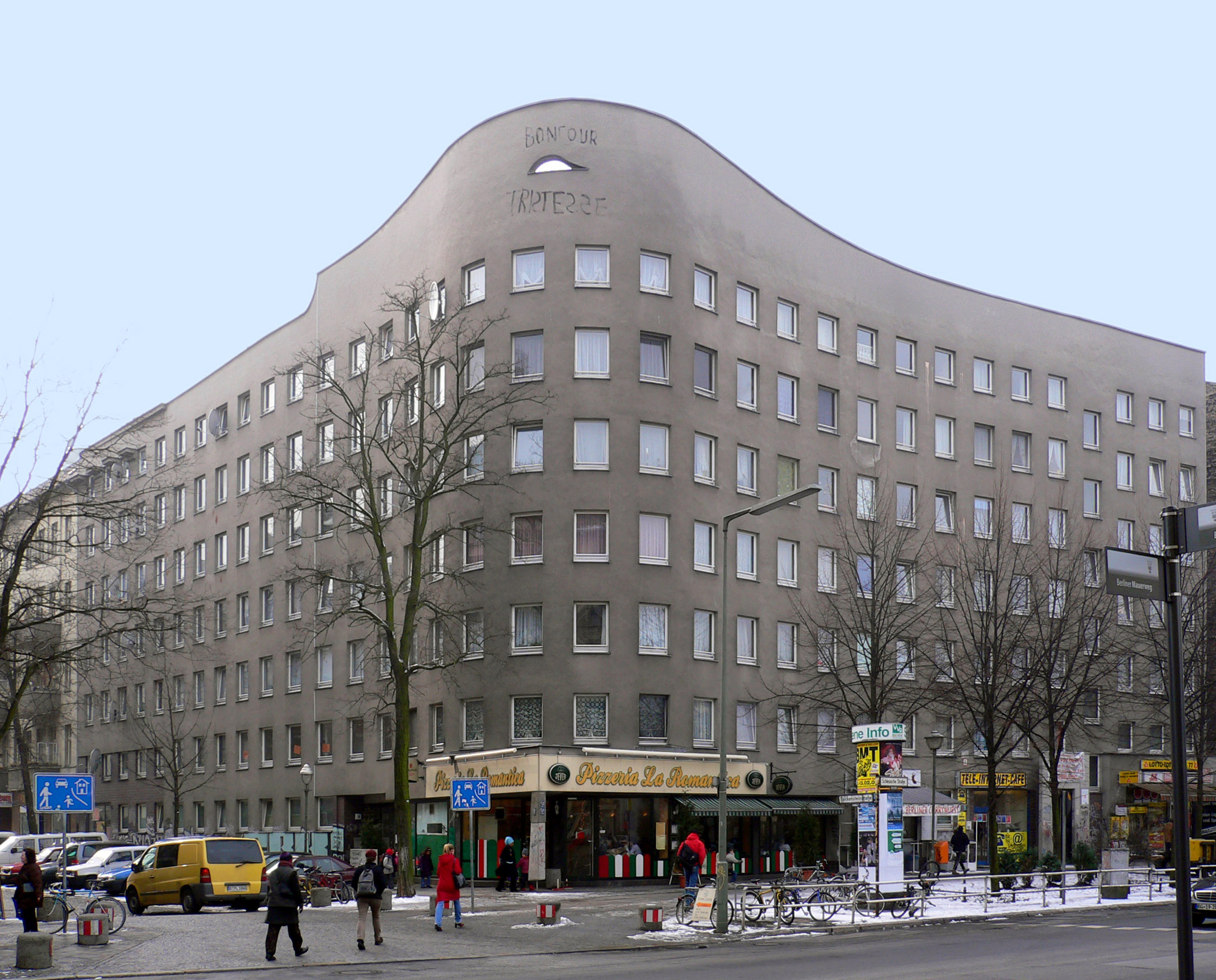
Edifici Bonjour tristese a Berlín
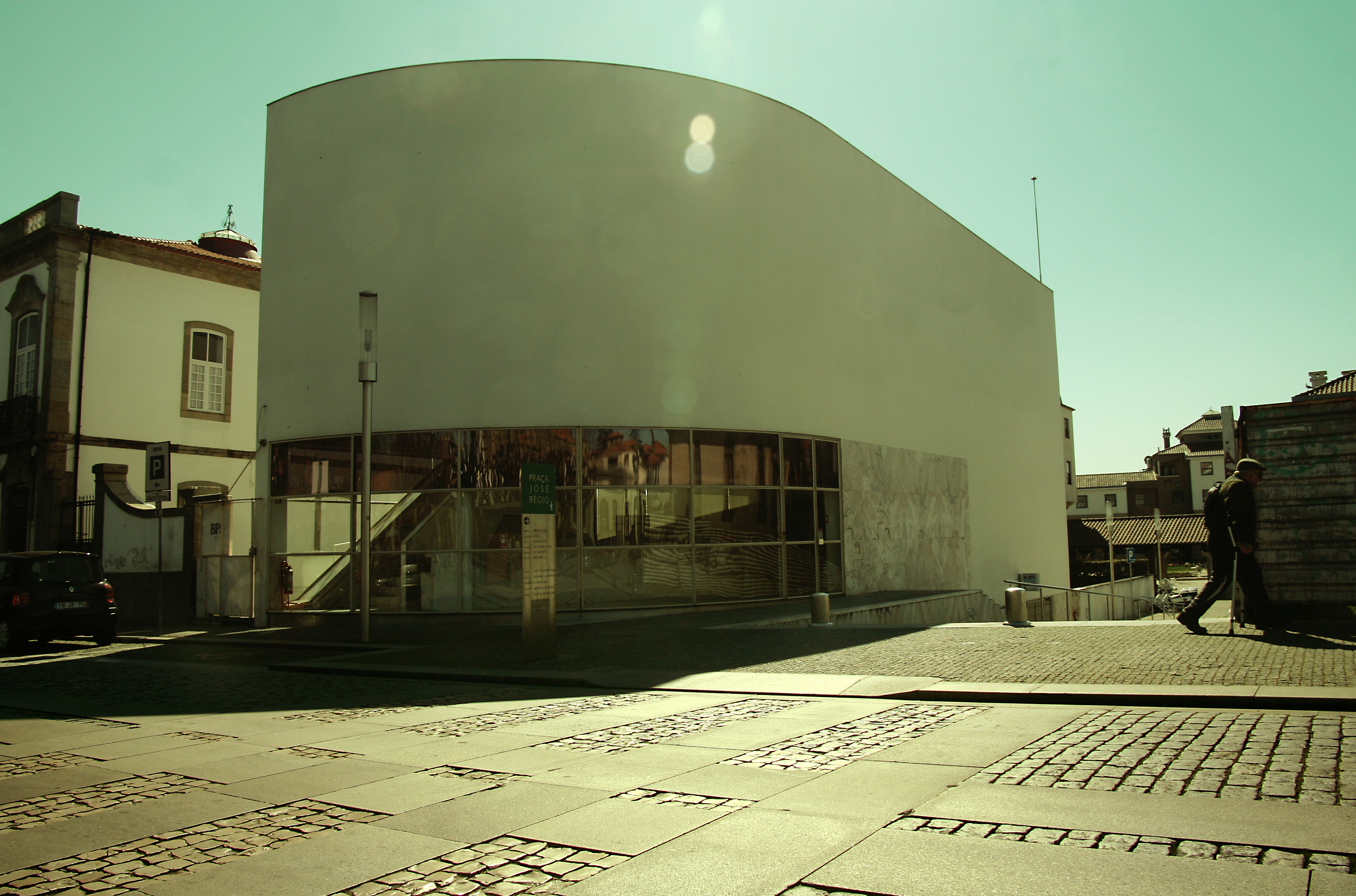
Banco Borges e Irmão a Vila do Conde
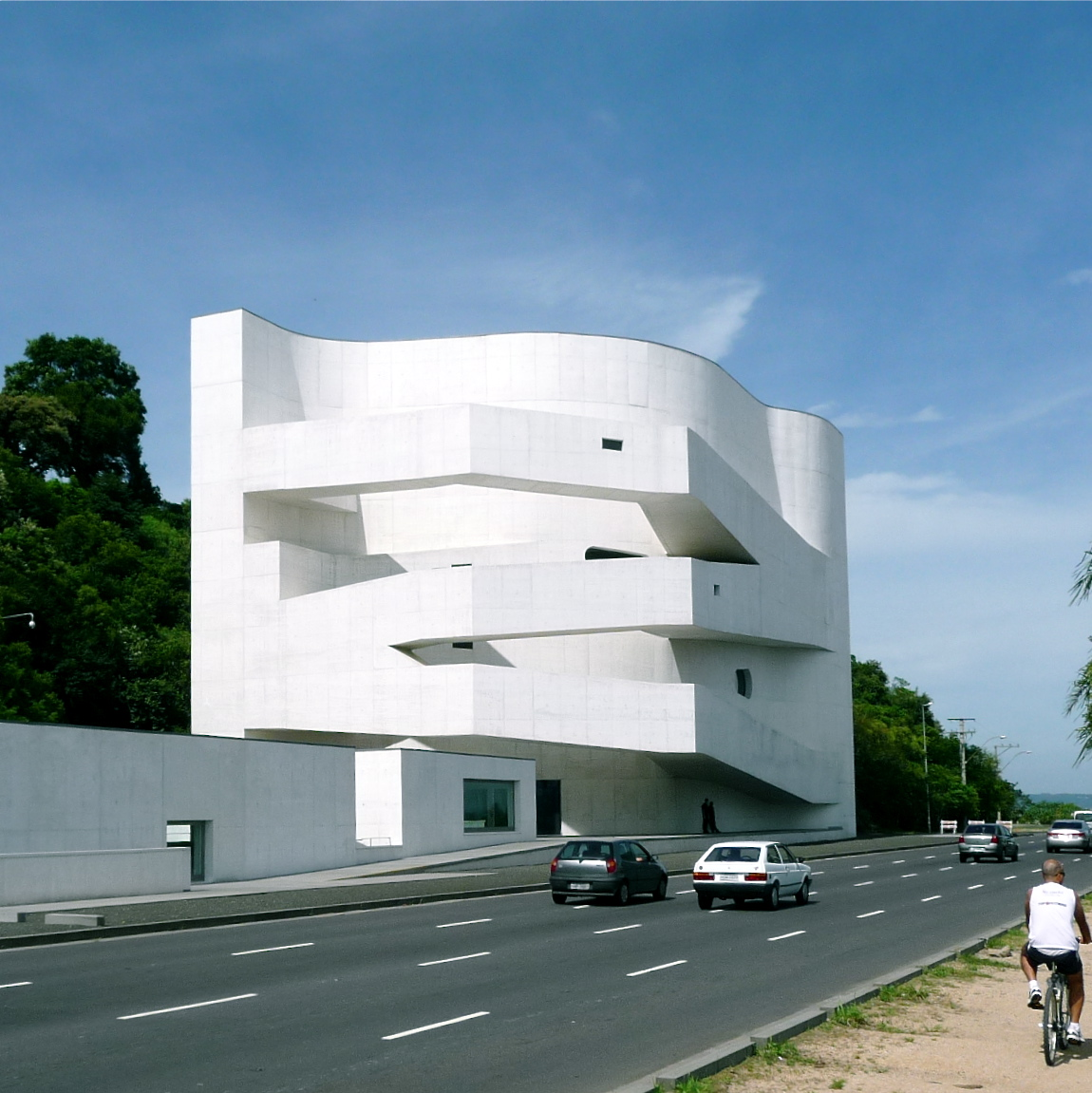
Fundação Iberê Camargo, Porto Alegre
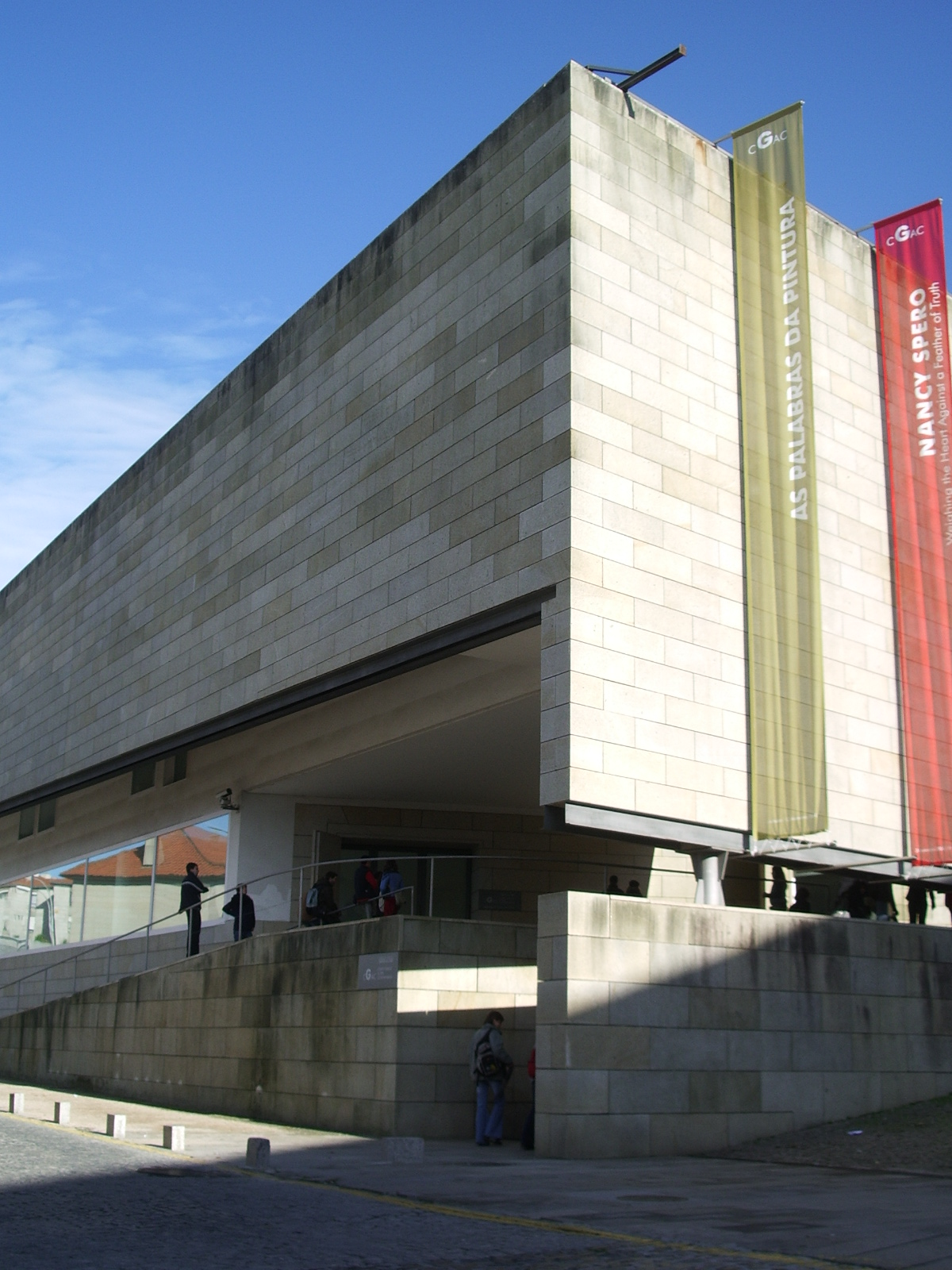
Centro Galego de Arte Contemporánea
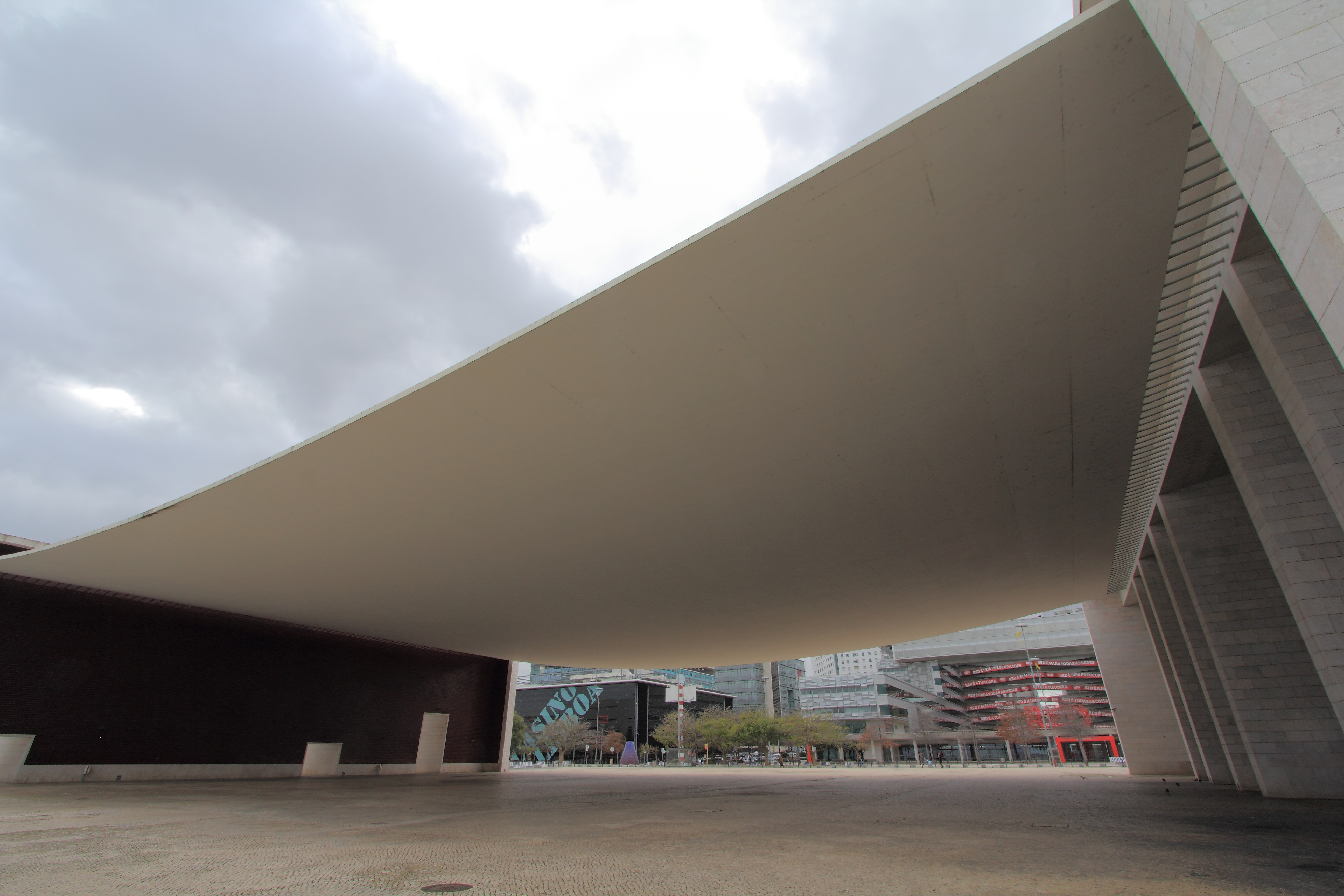
Pavelló de Portugal per a la Expo '98 al Parque das Nações, Lisboa
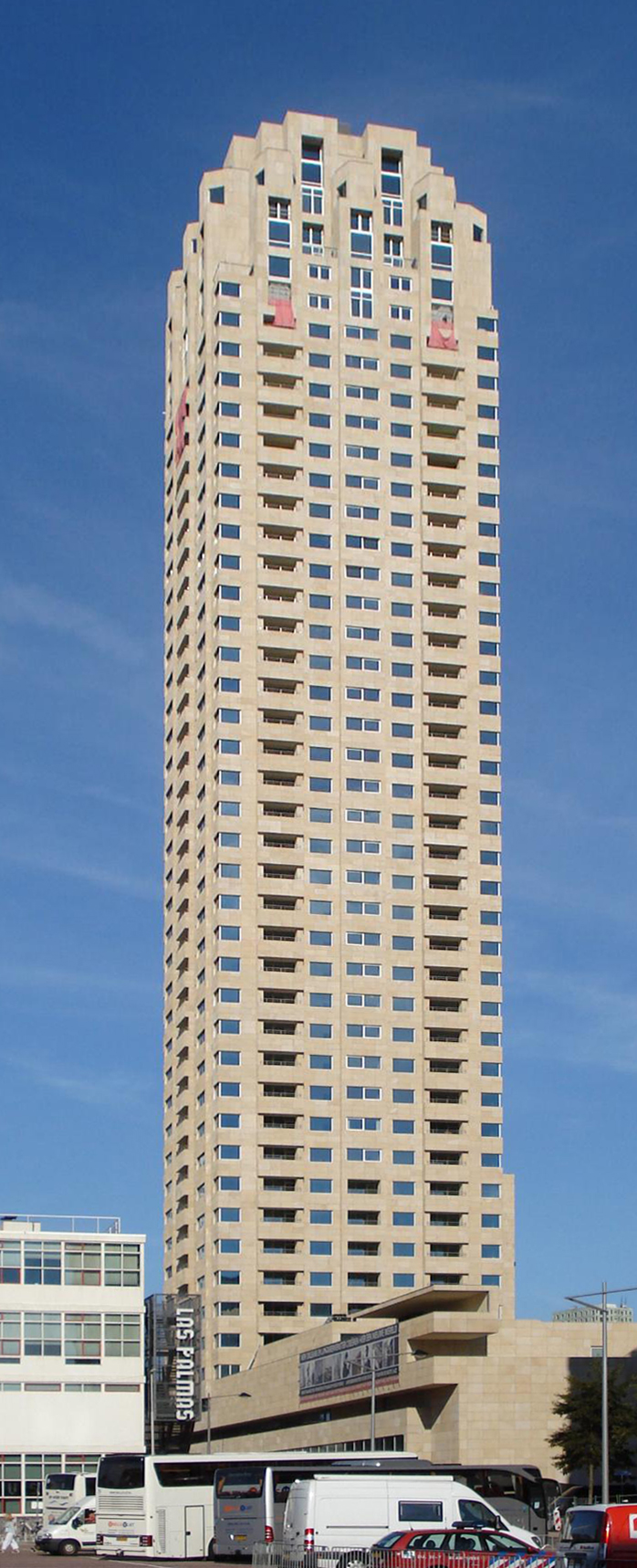
Gratacels New Orleans, Rotterdam
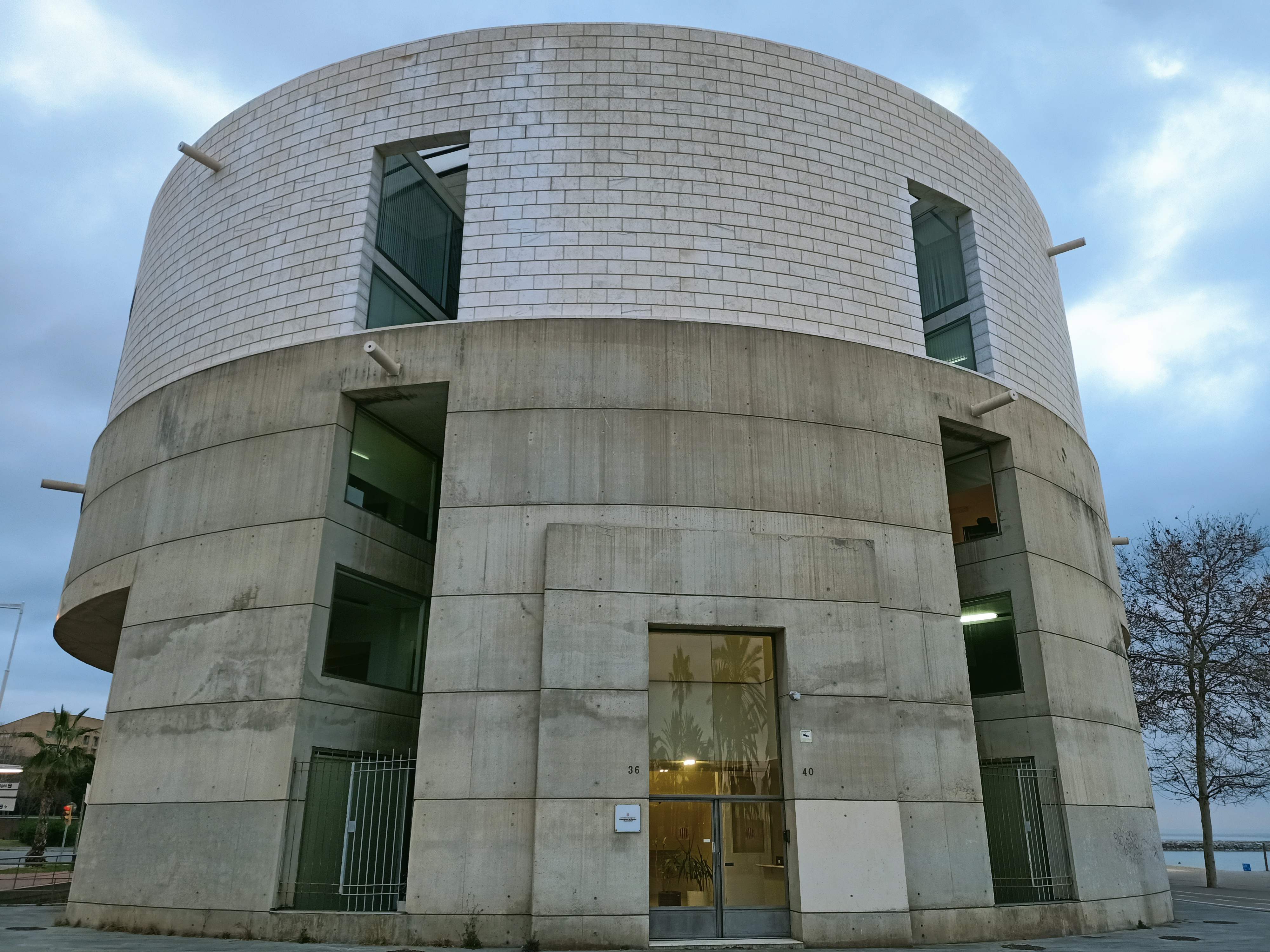
Centre meteorològic territorial de Barcelona